# Calleagris
Calleagris là một chi bướm ngày thuộc họ Bướm nâu.

## Hình ảnh

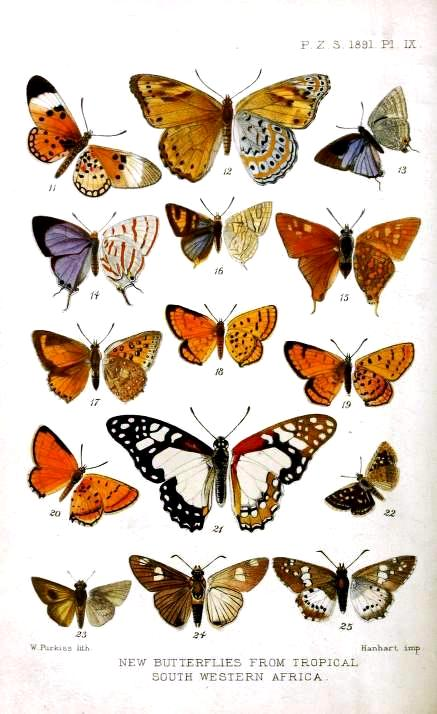

## Các loài
- Calleagris hollandi (Butler, 1897)
- Calleagris jamesoni (Sharpe, 1890)
- Calleagris kobela (Trimen, 1864)
- Calleagris krooni Vári, 1974
- Calleagris lacteus (Mabille, 1877)
- Calleagris landbecki (Druce, 1910)